# Albert Lademann
Valentin Hermann Albert Lademann (* 1. Februar 1795 in Flechtingen; † 26. September 1869 in Berlin) war ein preußischer Generalmajor.

## Leben

### Herkunft
Sein Vater war zunächst Richter am Stadt- und Landgericht in Seehausen, später in Salzwedel; seine Mutter war eine geborene Koch.

### Militärkarriere
Lademann besuchte zunächst die Militärschule in Braunschweig. Nach dem Vierten Koalitionskrieg wurde das Fürstentum Braunschweig in das neuerrichtete Königreich Westphalen eingegliedert und daher trat er am 24. Dezember 1811 als Sekondeleutnant der Artillerie in die Westphälische Armee ein. Lademann kam nach Magdeburg und nahm 1813 an der Verteidigung der Festung teil. Nach dem Zusammenbruch des Königreichs Westphalen wurde er am 12. Januar 1814 als Sekondeleutnant in die Braunschweiger Artillerie übernommen und am 20. Mai 1814 zum Premierleutnant befördert. Während des Sommerfeldzuges kämpfte Lademann 1815 bei den Belagerungen von Givet und der Festung Charlemont.
Am 16. April 1815 verließ er den Braunschweigischen Dienst, trat in die Preußische Armee über und wurde am 12. Mai 1815 als Sekondeleutnant der Brandenburgischen Artillerie-Brigade aggregiert. Am 23. Mai 1816 kam er in die Garde-Artillerie-Brigade und Mitte April 1818 als Premierleutnant in die 4. Artillerie-Brigade. Er wurde dort am 30. Dezember 1827 zum Kapitän befördert und am 24. Oktober 1832 als Artillerieoffizier vom Platz nach Minden versetzt. Lademann kehrte am 10. Oktober 1834 zur 4. Artillerie-Brigade zurück und avancierte Ende Februar 1844 zum Major. Am 24. Dezember 1850 folgte seine Ernennung zum Kommandeur des 3. Artillerie-Regiment. In dieser Stellung stieg er am 23. März 1852 zum Oberstleutnant auf und wurde am 13. Mai 1852 Direktor der Artillerie- und Ingenieurschule. Zugleich fungierte Lademann ab Ende Mai 1852 auch als Präses der Allgemeinen Betriebsverwaltung des Feuerwerks-Laboratoriums in Spandau. Er wurde am 22. März 1853 zum Oberst befördert und erhielt am 16. Mai 1857 seinen Abschied unter Verleihung des Charakters als Generalmajor mit Pension. Anlässlich der Thronbesteigung von König Wilhelm I. wurde Lademann am 18. Oktober 1861 mit dem Roten Adlerorden III. Klasse mit Schleife ausgezeichnet. Er starb am 26. September 1869 in Berlin und wurde am 29. September 1869 auf dem Friedhof in der Hasenheide beigesetzt.
In seiner Beurteilung aus dem Jahr 1847 heißt es: „Mit sehr guter Moralität verbindet er Gemessenheit des Behmens, Umsicht und stete Besonnenheit. Er wird einer Abteilung gut vorstehen.“

### Familie
Lademann heiratete am 24. Juni 1833 Henriette von Westernhagen (1810–1866). Aus der Ehe stammt der spätere Generalleutnant Oskar Lademann (1840–1930).